# Konrad Laimer
Konrad Laimer (Salisburgo, 27 maggio 1997) è un calciatore austriaco, centrocampista del Bayern Monaco e della nazionale austriaca.

## Biografia
Suo fratello minore Christoph è anch'egli un calciatore.

## Caratteristiche tecniche
È un centrocampista centrale che può giocare da esterno destro di centrocampo e di difesa. L'intensità con cui pressa lo rende un giocatore fastidioso per gli avversari, oltre al fatto che è bravo a proteggere la palla, riciclare il possesso e facilitare i contropiedi. Si ispira a Steven Gerrard.

## Carriera

### Club

#### Liefering e Salisburgo
Cresciuto nell'USC Abersee, nel 2007 si è trasferito al Salisburgo. Ha mosso i primi passi da professionista nel Liefering (squadra satellite del club dei tori) dove ha debuttato il 2 maggio 2014, da titolare, contro il SV Horn (4-1), per poi tornare dopo pochi mesi a fare parte in pianta stabile della rosa del Salisburgo. Nel 28 settembre 2014 ha esordito con il Salisburgo, diventando il secondo esordiente più giovane della Bundesliga austriaca, all'età di soli 17 anni, subrentrando nella gara contro il Rapid Vienna (1-2). Il 6 novembre 2014 fa il suo esordio in Europa League contro la Dinamo Zagabria (5-1).
Il 20 aprile 2016 segna il suo primo gol e la sua prima doppietta in carriera, nella semifinale di ÖFB-Cup contro l'Austria Vienna (5-2). Tre giorni dopo trova anche il suo primo gol in campionato nella vittoria per 3-1 contro l'Altach. Si ripete anche in finale di coppa dove mette a referto un gol e un assist contro l'Admira Wacker (5-0). Conclude la sua esperienza con gli austriaci totalizzando 77 presenze e 8 gol.

#### RB Lipsia

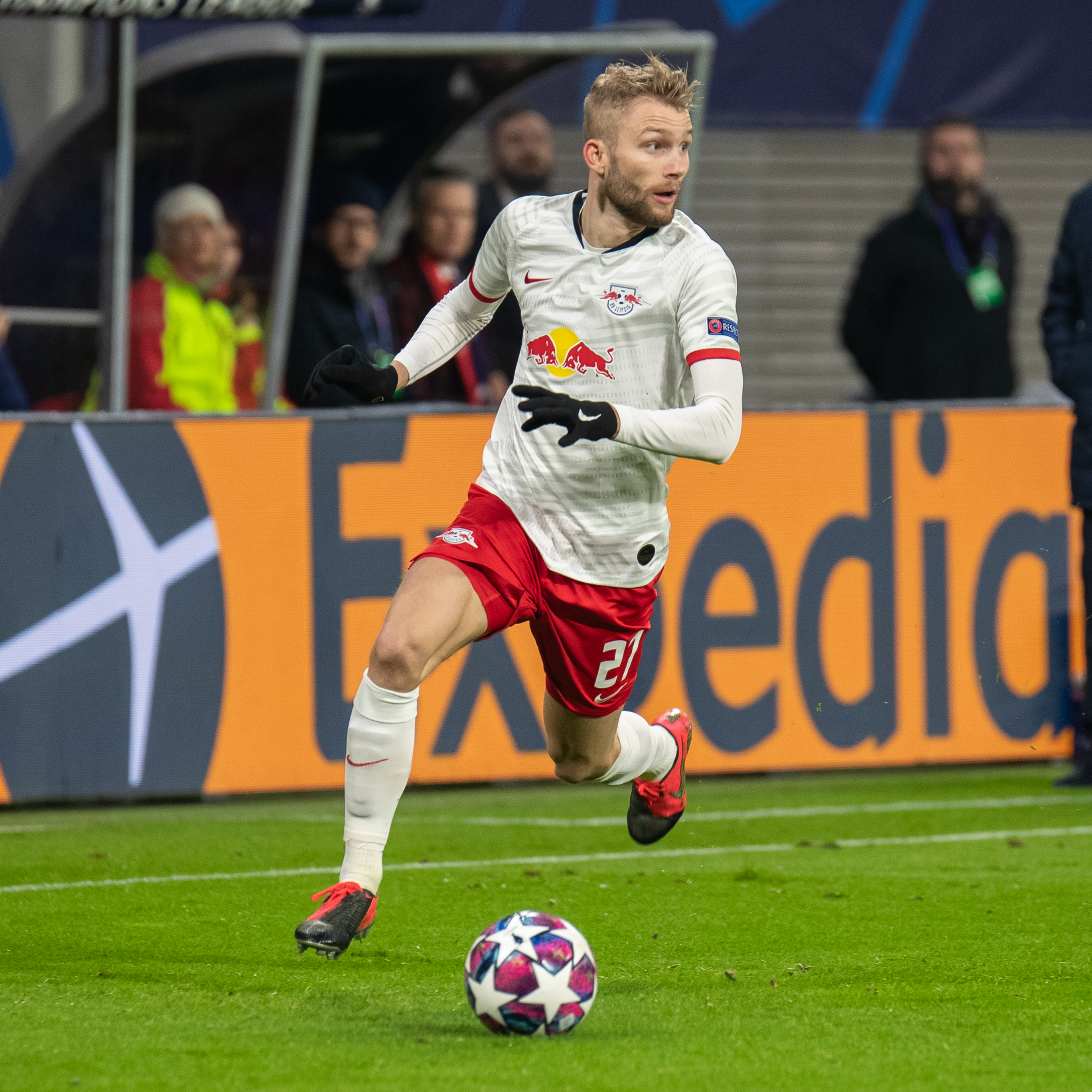
Laimer contro il Tottenham il 10 marzo 2020.

Il 30 giugno 2017 firma un contratto quadriennale per il RB Lipsia. Fa il suo debutto in coppa il 13 agosto 2017 contro il Dorfmerkingen (5-0). Sei giorni dopo fa il suo esordio anche in campionato nella sconfitta esterna contro lo Schalke 04 (0-2). Il 21 novembre 2017 arriva anche il debutto in Champions League, nella quinta giornata della fase a gironi contro il Monaco (4-1). Il 20 settembre 2018 arriva il primo gol nelle competizioni europee, nella prima giornata di Europa League contro la sua ex squadra: il Salisburgo (2-3). La prima rete in Bundesliga arriva, invece, il 27 gennaio 2019 contro il Fortuna Düsseldorf, dove fornisce anche un assist (0-4). Il 18 febbraio 2020 estende il proprio contratto coi tedeschi sino al 2023. Nella stagione 2020-2021 il suo minutaggio è molto ridotto a causa di un edema osseo che lo tiene fuori per quasi tutta la stagione. Il 21 maggio 2022 vince il suo primo titolo con i tedeschi, battendo il Friburgo 5-3 ai calci di rigore, in finale di coppa.

#### Bayern Monaco
Il 9 giugno 2023, in scadenza di contratto, viene tesserato dal Bayern Monaco, con cui firma un quadriennale. Esordisce il 12 agosto in finale di Supercoppa, perso 3-0 contro il Lipsia, sua ex squadra. Sei giorni dopo fa il suo debutto in campionato con i bavaresi nella vittoria esterna contro il Werder Brema (0-4). Trova la sua prima rete nel primo turno di coppa contro il Preußen Münster (4-0)

### Nazionale

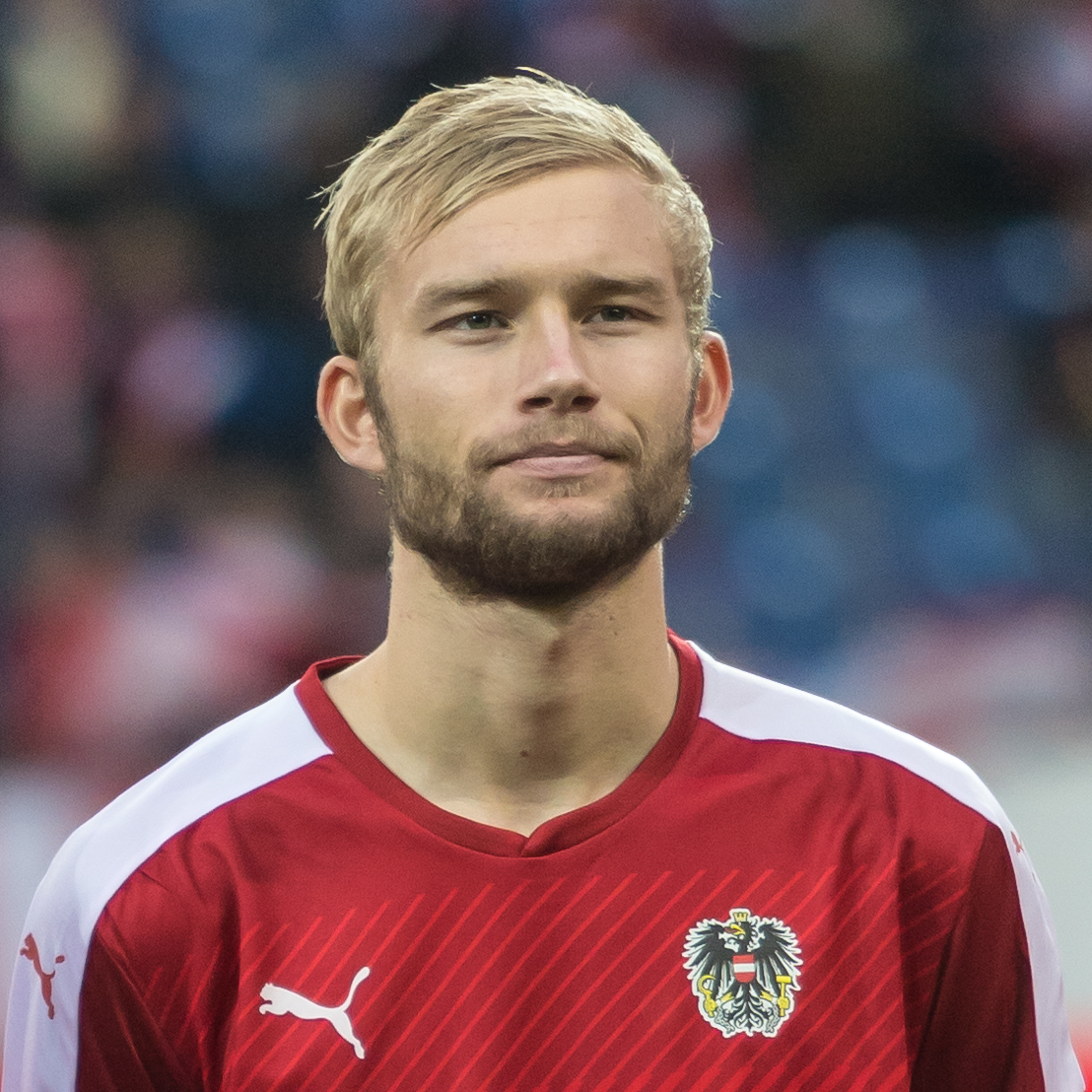
Laimer con la Nazionale Under-21 contro la Germania l'11 ottobre 2016.

Nel 2015 è stato convocato dalla nazionale Under-20 austriaca per disputare il campionato mondiale di categoria.
Il 23 maggio 2017 riceve la sua prima convocazione in nazionale maggiore. Esordisce con la selezione austriaca il 7 giugno 2019 nel successo per 1-0 contro la Slovenia. Il 6 settembre seguente realizza la sua prima rete nel successo per 6-0 contro la Lettonia.
Successivamente viene convocato per Euro 2020, scendendo in campo da titolare nelle quattro partite giocate dalla nazionale austriaca.
Il 27 marzo 2023 disputa la sua prima gara con la fascia di capitano contro l'Estonia (2-1), gara di qualificazione agli Europei 2024.

## Statistiche

### Presenze e reti nei club
Statistiche aggiornate al 11 marzo 2025.
| Stagione             | Squadra              | Campionato           | Campionato | Campionato | Coppe nazionali | Coppe nazionali | Coppe nazionali | Coppe continentali | Coppe continentali | Coppe continentali | Altre coppe | Altre coppe | Altre coppe | Totale | Totale | Totale |
| Stagione             | Squadra              | Comp                 | Pres       | Reti       | Comp            | Pres            | Reti            | Comp               | Pres               | Reti               | Comp        | Pres        | Reti        | Pres   | Reti   |        |
| -------------------- | -------------------- | -------------------- | ---------- | ---------- | --------------- | --------------- | --------------- | ------------------ | ------------------ | ------------------ | ----------- | ----------- | ----------- | ------ | ------ | ------ |
| 2013-2014            | Liefering            | EL                   | 3          | 0          | -               | -               | -               | -                  | -                  | -                  | -           | -           | -           | 3      | 0      |        |
| 2014-2015            | Liefering            | EL                   | 8          | 0          | -               | -               | -               | -                  | -                  | -                  | -           | -           | -           | 8      | 0      |        |
| 2015-2016            | Liefering            | EL                   | 8          | 0          | -               | -               | -               | -                  | -                  | -                  | -           | -           | -           | 8      | 0      |        |
| Totale Liefering     | Totale Liefering     | Totale Liefering     | 19         | 0          |                 | 0               | 0               |                    | -                  | -                  |             | -           | -           | 19     | 0      |        |
| 2014-2015            | Salisburgo           | BL                   | 8          | 0          | CA              | 2               | 0               | UEL                | 3                  | 0                  | -           | -           | -           | 13     | 0      |        |
| 2015-2016            | Salisburgo           | BL                   | 18         | 1          | CA              | 3               | 3               | UCL                | 0                  | 0                  | -           | -           | -           | 25     | 4      |        |
| 2016-2017            | Salisburgo           | BL                   | 31         | 3          | CA              | 2               | 1               | UCL+UEL            | 6+4                | 0                  | -           | -           | -           | 43     | 4      |        |
| Totale Salisbrugo    | Totale Salisbrugo    | Totale Salisbrugo    | 57         | 4          |                 | 7               | 4               |                    | 13                 | 0                  |             | -           | -           | 77     | 8      |        |
| 2017-2018            | RB Lipsia            | BL                   | 22         | 0          | CG              | 2               | 0               | UCL+UEL            | 1+4                | 0                  | -           | -           | -           | 29     | 0      |        |
| 2018-2019            | RB Lipsia            | BL                   | 29         | 1          | CG              | 6               | 0               | UEL                | 8                  | 0                  | -           | -           | -           | 43     | 2      |        |
| 2019-2020            | RB Lipsia            | BL                   | 29         | 2          | CG              | 3               | 1               | UCL                | 10                 | 1                  | -           | -           | -           | 42     | 4      |        |
| 2020-2021            | RB Lipsia            | BL                   | 3          | 0          | CG              | 1               | 0               | UCL                | -                  | -                  | -           | -           | -           | 4      | 0      |        |
| 2021-2022            | RB Lipsia            | BL                   | 26         | 4          | CG              | 5               | 1               | UCL+UEL            | 6+6                | 0                  | -           | -           | -           | 43     | 5      |        |
| 2022-2023            | RB Lipsia            | BL                   | 21         | 3          | CG              | 4               | 1               | UCL                | 3                  | 0                  | SG          | 1           | 0           | 29     | 4      |        |
| Totale RB Lipsia     | Totale RB Lipsia     | Totale RB Lipsia     | 130        | 10         |                 | 21              | 3               |                    | 38                 | 1                  |             | 1           | 0           | 190    | 14     |        |
| 2023-2024            | Bayern Monaco        | BL                   | 29         | 0          | CG              | 2               | 1               | UCL                | 11                 | 0                  | SG          | 1           | 0           | 43     | 1      |        |
| 2024-2025            | Bayern Monaco        | BL                   | 22         | 2          | CG              | 2               | 0               | UCL                | 10                 | 1                  | -           | -           | -           | 34     | 3      |        |
| Totale Bayern Monaco | Totale Bayern Monaco | Totale Bayern Monaco | 51         | 2          |                 | 4               | 1               |                    | 21                 | 1                  |             | 1           | 0           | 77     | 4      |        |
| Totale carriera      | Totale carriera      | Totale carriera      | 257        | 16         |                 | 32              | 8               |                    | 72                 | 2                  |             | 2           | 0           | 363    | 26     |        |

### Cronologia presenze e reti in nazionale
| Cronologia completa delle presenze e delle reti in nazionale ― Austria | Cronologia completa delle presenze e delle reti in nazionale ― Austria | Cronologia completa delle presenze e delle reti in nazionale ― Austria | Cronologia completa delle presenze e delle reti in nazionale ― Austria | Cronologia completa delle presenze e delle reti in nazionale ― Austria | Cronologia completa delle presenze e delle reti in nazionale ― Austria | Cronologia completa delle presenze e delle reti in nazionale ― Austria | Cronologia completa delle presenze e delle reti in nazionale ― Austria |
| Data                                                                   | Città                                                                  | In casa                                                                | Risultato                                                              | Ospiti                                                                 | Competizione                                                           | Reti                                                                   | Note                                                                   |
| ---------------------------------------------------------------------- | ---------------------------------------------------------------------- | ---------------------------------------------------------------------- | ---------------------------------------------------------------------- | ---------------------------------------------------------------------- | ---------------------------------------------------------------------- | ---------------------------------------------------------------------- | ---------------------------------------------------------------------- |
| 7-6-2019                                                               | Vienna                                                                 | Austria                                                                | 1 – 0                                                                  | Slovenia                                                               | Qual. Euro 2020                                                        | -                                                                      |                                                                        |
| 10-6-2019                                                              | Skopje                                                                 | Macedonia del Nord                                                     | 1 – 4                                                                  | Austria                                                                | Qual. Euro 2020                                                        | -                                                                      |                                                                        |
| 6-9-2019                                                               | Salisburgo                                                             | Austria                                                                | 6 – 0                                                                  | Lettonia                                                               | Qual. Euro 2020                                                        | 1                                                                      |                                                                        |
| 9-9-2019                                                               | Varsavia                                                               | Polonia                                                                | 0 – 0                                                                  | Austria                                                                | Qual. Euro 2020                                                        | -                                                                      |                                                                        |
| 10-10-2019                                                             | Vienna                                                                 | Austria                                                                | 3 – 1                                                                  | Israele                                                                | Qual. Euro 2020                                                        | -                                                                      |                                                                        |
| 13-10-2019                                                             | Lubiana                                                                | Slovenia                                                               | 0 – 1                                                                  | Austria                                                                | Qual. Euro 2020                                                        | -                                                                      | 87’                                                                    |
| 16-11-2019                                                             | Vienna                                                                 | Austria                                                                | 2 – 1                                                                  | Macedonia del Nord                                                     | Qual. Euro 2020                                                        | -                                                                      | 90’                                                                    |
| 2-6-2021                                                               | Middlesbrough                                                          | Inghilterra                                                            | 1 – 0                                                                  | Austria                                                                | Amichevole                                                             | -                                                                      | 52’ 62’                                                                |
| 6-6-2021                                                               | Vienna                                                                 | Austria                                                                | 0 – 0                                                                  | Slovacchia                                                             | Amichevole                                                             | -                                                                      | 46’                                                                    |
| 13-6-2021                                                              | Bucarest                                                               | Austria                                                                | 3 – 1                                                                  | Macedonia del Nord                                                     | Euro 2020 - 1º turno                                                   | -                                                                      | 90+3’                                                                  |
| 17-6-2021                                                              | Amsterdam                                                              | Paesi Bassi                                                            | 2 – 0                                                                  | Austria                                                                | Euro 2020 - 1º turno                                                   | -                                                                      | 61’                                                                    |
| 21-6-2021                                                              | Bucarest                                                               | Ucraina                                                                | 0 – 1                                                                  | Austria                                                                | Euro 2020 - 1º turno                                                   | -                                                                      | 72’                                                                    |
| 26-6-2021                                                              | Londra                                                                 | Italia                                                                 | 2 – 1 dts                                                              | Austria                                                                | Euro 2020 - Ottavi di finale                                           | -                                                                      | 114’                                                                   |
| 1-9-2021                                                               | Chișinău                                                               | Moldavia                                                               | 0 – 2                                                                  | Austria                                                                | Qual. Mondiali 2022                                                    | -                                                                      | 62’                                                                    |
| 4-9-2021                                                               | Haifa                                                                  | Israele                                                                | 5 – 2                                                                  | Austria                                                                | Qual. Mondiali 2022                                                    | -                                                                      | 79’                                                                    |
| 7-9-2021                                                               | Vienna                                                                 | Austria                                                                | 0 – 1                                                                  | Scozia                                                                 | Qual. Mondiali 2022                                                    | -                                                                      | 88’                                                                    |
| 9-10-2021                                                              | Tórshavn                                                               | Fær Øer                                                                | 0 – 2                                                                  | Austria                                                                | Qual. Mondiali 2022                                                    | 1                                                                      | 77’                                                                    |
| 12-10-2021                                                             | Copenaghen                                                             | Danimarca                                                              | 1 – 0                                                                  | Austria                                                                | Qual. Mondiali 2022                                                    | -                                                                      | 83’                                                                    |
| 24-3-2022                                                              | Cardiff                                                                | Galles                                                                 | 2 – 1                                                                  | Austria                                                                | Qual. Mondiali 2022                                                    | -                                                                      | 65’                                                                    |
| 29-3-2022                                                              | Vienna                                                                 | Austria                                                                | 2 – 2                                                                  | Scozia                                                                 | Amichevole                                                             | -                                                                      | 60’                                                                    |
| 3-6-2022                                                               | Osijek                                                                 | Croazia                                                                | 0 – 3                                                                  | Austria                                                                | UEFA Nations League 2022-2023 - 1º turno                               | -                                                                      | 46’                                                                    |
| 6-6-2022                                                               | Vienna                                                                 | Austria                                                                | 1 – 2                                                                  | Danimarca                                                              | UEFA Nations League 2022-2023 - 1º turno                               | -                                                                      |                                                                        |
| 10-6-2022                                                              | Vienna                                                                 | Austria                                                                | 1 – 1                                                                  | Francia                                                                | UEFA Nations League 2022-2023 - 1º turno                               | -                                                                      |                                                                        |
| 13-6-2022                                                              | Copenaghen                                                             | Danimarca                                                              | 2 – 0                                                                  | Austria                                                                | UEFA Nations League 2022-2023 - 1º turno                               | -                                                                      | 46’                                                                    |
| 24-3-2023                                                              | Linz                                                                   | Austria                                                                | 4 – 1                                                                  | Azerbaigian                                                            | Qual. Euro 2024                                                        | -                                                                      |                                                                        |
| 27-3-2023                                                              | Linz                                                                   | Austria                                                                | 2 – 1                                                                  | Estonia                                                                | Qual. Euro 2024                                                        | -                                                                      | Cap.                                                                   |
| 7-9-2023                                                               | Linz                                                                   | Austria                                                                | 1 – 1                                                                  | Moldavia                                                               | Amichevole                                                             | -                                                                      | Cap. 46’                                                               |
| 12-9-2023                                                              | Solna                                                                  | Svezia                                                                 | 1 – 3                                                                  | Austria                                                                | Qual. Euro 2024                                                        | -                                                                      | 87’                                                                    |
| 13-10-2023                                                             | Vienna                                                                 | Austria                                                                | 2 – 3                                                                  | Belgio                                                                 | Qual. Euro 2024                                                        | 1                                                                      | Cap. 77’                                                               |
| 16-10-2023                                                             | Baku                                                                   | Azerbaigian                                                            | 0 – 1                                                                  | Austria                                                                | Qual. Euro 2024                                                        | -                                                                      | Cap.                                                                   |
| 16-11-2023                                                             | Tallinn                                                                | Estonia                                                                | 0 – 2                                                                  | Austria                                                                | Qual. Euro 2024                                                        | 1                                                                      | 46’                                                                    |
| 21-11-2023                                                             | Vienna                                                                 | Austria                                                                | 2 – 0                                                                  | Germania                                                               | Amichevole                                                             | -                                                                      | 89’                                                                    |
| 23-3-2024                                                              | Bratislava                                                             | Slovacchia                                                             | 0 – 2                                                                  | Austria                                                                | Amichevole                                                             | -                                                                      | 46’                                                                    |
| 26-3-2024                                                              | Vienna                                                                 | Austria                                                                | 6 – 1                                                                  | Turchia                                                                | Amichevole                                                             | -                                                                      | Cap. 88’                                                               |
| 4-6-2024                                                               | Vienna                                                                 | Austria                                                                | 2 – 1                                                                  | Serbia                                                                 | Amichevole                                                             | -                                                                      | 43’ 83’                                                                |
| 8-6-2024                                                               | San Gallo                                                              | Svizzera                                                               | 1 – 1                                                                  | Austria                                                                | Amichevole                                                             | -                                                                      | Cap. 76’                                                               |
| 17-6-2024                                                              | Düsseldorf                                                             | Austria                                                                | 0 – 1                                                                  | Francia                                                                | Euro 2024 - 1º turno                                                   | -                                                                      | 84’ 90+1’                                                              |
| 21-6-2024                                                              | Berlino                                                                | Polonia                                                                | 1 – 3                                                                  | Austria                                                                | Euro 2024 - 1º turno                                                   | -                                                                      |                                                                        |
| 25-6-2024                                                              | Berlino                                                                | Paesi Bassi                                                            | 2 – 3                                                                  | Austria                                                                | Euro 2024 - 1º turno                                                   | -                                                                      | 62’                                                                    |
| 2-7-2024                                                               | Lipsia                                                                 | Austria                                                                | 1 – 2                                                                  | Turchia                                                                | Euro 2024 - Ottavi di finale                                           | -                                                                      | 64’                                                                    |
| 6-9-2024                                                               | Lubiana                                                                | Slovenia                                                               | 1 – 1                                                                  | Austria                                                                | UEFA Nations League 2024-2025 - 1º turno                               | 1                                                                      | 35’                                                                    |
| 9-9-2024                                                               | Oslo                                                                   | Norvegia                                                               | 2 – 1                                                                  | Austria                                                                | UEFA Nations League 2024-2025 - 1º turno                               | -                                                                      |                                                                        |
| 10-10-2024                                                             | Linz                                                                   | Austria                                                                | 4 – 0                                                                  | Kazakistan                                                             | UEFA Nations League 2024-2025 - 1º turno                               | -                                                                      | 76’                                                                    |
| 13-10-2024                                                             | Linz                                                                   | Austria                                                                | 5 – 1                                                                  | Norvegia                                                               | UEFA Nations League 2024-2025 - 1º turno                               | -                                                                      | 84’                                                                    |
| 14-11-2024                                                             | Pavlodar                                                               | Kazakistan                                                             | 0 – 2                                                                  | Austria                                                                | UEFA Nations League 2024-2025 - 1º turno                               | -                                                                      | Cap. 64’                                                               |
| 17-11-2024                                                             | Vienna                                                                 | Austria                                                                | 1 – 1                                                                  | Slovenia                                                               | UEFA Nations League 2024-2025 - 1º turno                               | -                                                                      | 55’ 90’                                                                |
| 23-3-2025                                                              | Belgrado                                                               | Serbia                                                                 | 2 – 0                                                                  | Austria                                                                | UEFA Nations League 2024-2025 - Play-off                               | -                                                                      | Cap.                                                                   |
| 7-6-2025                                                               | Vienna                                                                 | Austria                                                                | 2 – 1                                                                  | Romania                                                                | Qual. Mondiali 2026                                                    | -                                                                      |                                                                        |
| 10-6-2025                                                              | Serravalle                                                             | San Marino                                                             | 0 – 4                                                                  | Austria                                                                | Qual. Mondiali 2026                                                    | -                                                                      | 46’                                                                    |
| Totale                                                                 |                                                                        | Presenze                                                               | 49                                                                     |                                                                        | Reti                                                                   | 5                                                                      |                                                                        |

## Palmarès

### Club
- Campionato austriaco: 3

Salisburgo: 2014-2015, 2015-2016, 2016-2017
- Coppa d'Austria: 3

Salisburgo: 2014-2015, 2015-2016, 2016-2017
- Coppa di Germania: 2

RB Lipsia: 2021-2022, 2022-2023
- Campionato tedesco: 1

Bayern Monaco: 2024-2025
- Supercoppa di Germania: 1

Bayern Monaco: 2025

### Individuale
- Squadra della stagione della UEFA Europa League: 1

2021-2022